# Манго Телеком
ООО «Ма́нго Телекóм» (торговая марка Mango Office) — российский провайдер облачных коммуникационных сервисов для бизнеса, оператор виртуальной телефонии и поставщик SaaS-решений в РФ. Штаб-квартира компании расположена в Москве.

## История
Компания основана 7 декабря 2000 года. На первом этапе основным направлением деятельности «Манго Телеком» было предоставление коммутируемого доступа посредством карточной IP-телефонии к услугам местной, междугородной и международной связи для корпоративных пользователей и частных лиц.
Весной 2005 года компания принимает решение сосредоточиться на развитии виртуальных телекоммуникационных сервисов (ВТС) для бизнес-сегмента, и представляет виртуальную АТС (ВАТС) «Манго-Офис». В апреле 2011 года ВАТС переводится на облачную платформу собственной разработки. Происходящие изменения затрагивают корпоративный стиль и позиционирование компании — «Манго-Офис» становится зонтичной маркой для всей линейки облачных телекоммуникационных сервисов (с осени 2014 года используется англоязычный бренд Mango Office).
В апреле 2013 года «Манго Телеком» запускает сервис Центр обработки вызовов (ЦОВ) — облачное бизнес-приложение для обработки в режиме реального времени большого числа входящих телефонных звонков. 
Весной 2016 года выходит новая версия ЦОВ с возможностями профессиональных колл-центров, включая в т.ч. контроль качества обслуживания, аналитическую отчетность, функцию «автодозвона» и др. В этом же году в ВАТС появляется сервис колл-трекинга (отслеживания звонков).
В июле 2017 года компания представляет корпоративный мессенджер Mango Talker с возможностями голосового общения, причем не только с другими пользователями ВАТС, но и с абонентами любых телефонных сетей. В обновленной через год версии появляется функция видеозвонков.
В ноябре 2018 года на смену ЦОВ приходит облачный контакт-центр (КЦ) Mango Office — омниканальный инструмент деловых коммуникаций со встроенным конструктором скриптов продаж, позволяющий обрабатывать клиентские обращения уже из всех каналов связи: телефона, SMS, веб-чатов, соцсетей и мессенджеров.
Летом 2019 года в ВАТС и КЦ внедряется речевая аналитика – система анализа содержания телефонных разговоров с помощью искусственного интеллекта. 
В октябре 2020 года компания начинает коммерческую эксплуатацию голосовых ботов, построенных на технологиях генерации речи и потокового распознавания, и способных формировать и воспроизводить высказывания в ответ на реплики в диалоге.
В ноябре 2020 года приказом Министерства цифрового развития, связи и массовых коммуникаций РФ от 30.11.2020 № 634 сервис колл-трекинга «Манго Телеком» внесен в Единый реестр российских программ для ЭВМ и баз данных.

## Собственники и руководство
Учредитель — Mango Cloud Systems Limited /100% (оценка информационной открытости по системе «СПАРК-Интерфакс» — 4,5 из 5). Руководители «Манго Телеком» — Юрий Зигуля и Дмитрий Бызов — в компании со дня ее основания. 
С 2000 по 2008 год Юрий Зигуля — генеральный директор «Манго Телеком». С 2011 года — президент компании. Дмитрий Бызов пришел работать в «Манго Телеком» руководителем отдела маркетинга, позднее отвечал за продажи и клиентский сервис, затем был назначен исполнительным директором. С 2009 года  — возглавляет компанию.

### Слияния и поглощения
В сентябре 2020 года «Манго Телеком» становится владельцем 100%-ной доли в сервисе сквозной аналитики, колл-трекинга (отслеживания звонков) и управления рекламой Calltouch. Calltouch как бренд при этом сохраняется, а функционал платформы будет расширен за счет дополнительных возможностей обработки звонков, а также за счет доступа к номерной емкости оператора ВАТС. Собственные маркетинговые инструменты, существующие у «Манго Телеком» еще с 2016 года, компания на технологии Calltouch не переводит и продолжает развивать их отдельно и дальше.

## Деятельность

### Показатели деятельности
По итогам 2019 года «Манго Телеком» входит в рейтинг CNews 100 крупнейших ИТ-компаний России (58-е место). По объему выручки занимает 23-е место среди отечественных телекоммуникационных компаний и 13-е место среди ИТ-разработчиков. В списке крупнейших поставщиков SaaS в стране находится на 4-й строчке. По данным «ТМТ Консалтинг», компания — лидер российского рынка виртуальных АТС по доходам (вторая по числу клиентов).
| Показатель / год | 2011 | 2012 | 2013 | 2014 | 2015 | 2016 | 2017 | 2018 | 2019 |
| ---------------- | ---- | ---- | ---- | ---- | ---- | ---- | ---- | ---- | ---- |
| Выручка, млрд ₽  | 0,3  | 0,6  | 0,9  | 1,3  | 1,4  | 1,7  | 2,2  | 2,7  | 3,2  |